# Ecopista do Dão

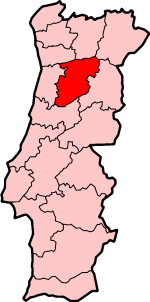
Het Viseu district in Portugal

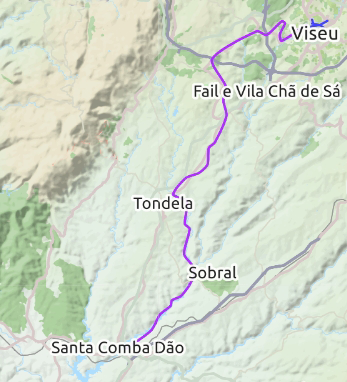
Traject van de Ecopista do Dão

De Ecopista do Dão is een fiets- en wandelpad in het district Viseu  in Portugal. Met zijn 49 km lengte is het de langste ecopista van Portugal (in 2020). Het pad volgt het traject van de vroegere spoorlijn de Linha do Dão  en loopt van de stad Viseu naar het treinstation Santa Comba Dão in het dorp Vimieiro. 

## Geschiedenis
De Linha do Dão was een van de eerste smalspoortrajecten (type: meterspoor, 1000 mm wijd) in Portugal. De lijn werd ingehuldigd op 25 november 1890.
De spoorlijn werd in 1972 voor vrachtvervoer gesloten en op 25 september 1988 definitief opgeheven. Tussen 1997 en 1999 werden de rails en dwarsliggers verwijderd. De stations bleven intact en werden sindsdien verwaarloosd.
De Ecopista do Dão werd ontwikkeld van 2007 tot 2011 door de Intergemeentelijke gemeenschap Viseu Dão Lafões (Portugees: Comunidade Intermunicipal Viseu Dão Lafões), in samenwerking met drie gemeentes: Viseu, Tondela en Santa Comba Dão.

## Traject
De ecopista heeft een lengte van 49,2 km en doorkruist de drie gemeenten Viseu, Tondela en Santa Comba Dão. Het wegdek is volledig verhard. In elke gemeente heeft het pad een andere kleur: rood voor de route binnen de gemeente Viseu, groen voor Tondela en blauw voor Santa Comba Dão.
Op diverse plaatsen zijn houten hekken langs de route geplaatst ter bescherming van de gebruikers. Regelmatig zijn er plekken waar gymnastiekoefeningen gedaan kunnen worden met hulp van bijvoorbeeld rekken. In het deel van de gemeente Santa Comba Dão volgt het pad de Dão rivier met uitzichten over de rivier. 
| KM | Referentiepunten (Voormalige treinstations in hoofdletters) | Bijzonderheden |
| -- | ----------------------------------------------------------- | --- |
| 49 | TREINSTATION SANTA COMBA DÃO                                | |
| 45 | Ponte do Granjal                                            | Oude spoorbrug over de Dão rivier |
| 43 | TREIXEDO                                                    | |
| 40 | Brug bij Nagozela                                           | |
| 35 | TONDA                                                       | |
| 30 | Brug bij Tinhela                                            | |
| 29 | TONDELA                                                     | Ongeveer twee kilometer ten westen van de Ecopista ligt het stadje Tondela. Aan de ecopista is een hotelletje-café-restaurant "Ninho d'Arara". Ook fietsenverhuur. |
| 19 | PARADA DE GONTA                                             | Het voormalig station is nu het café-restaurant "Temperos Nómadas". Maandag's gesloten.                                                                            |
| 18 | Tunnel bij Póvoa da Catarina                                | |
| 17 | FARMINHÃO                                                   | Het vroegere station is nu café-restaurant "Station Alive". Open elke dag.                                                                                         |
| 13 | TORREDEITA                                                  | |
| 8  | FIGUEIRÓ                                                    | Het vroegere station is nu café "Cais Bar". Open elke dag. |
| 0  | VISEU                                                       | Eindpunt in de stad Viseu. |

## Varia
- Fietsverhuur: Bij een bedrijf naast de ecopista (km 47) en in het café-restaurant in Tondela zijn verschillende types fietsen te huur.[2][3]
- In 2013 kreeg de Ecopista do Dão de derde prijs van de European Greenways Association.[4]

Fotogalerij
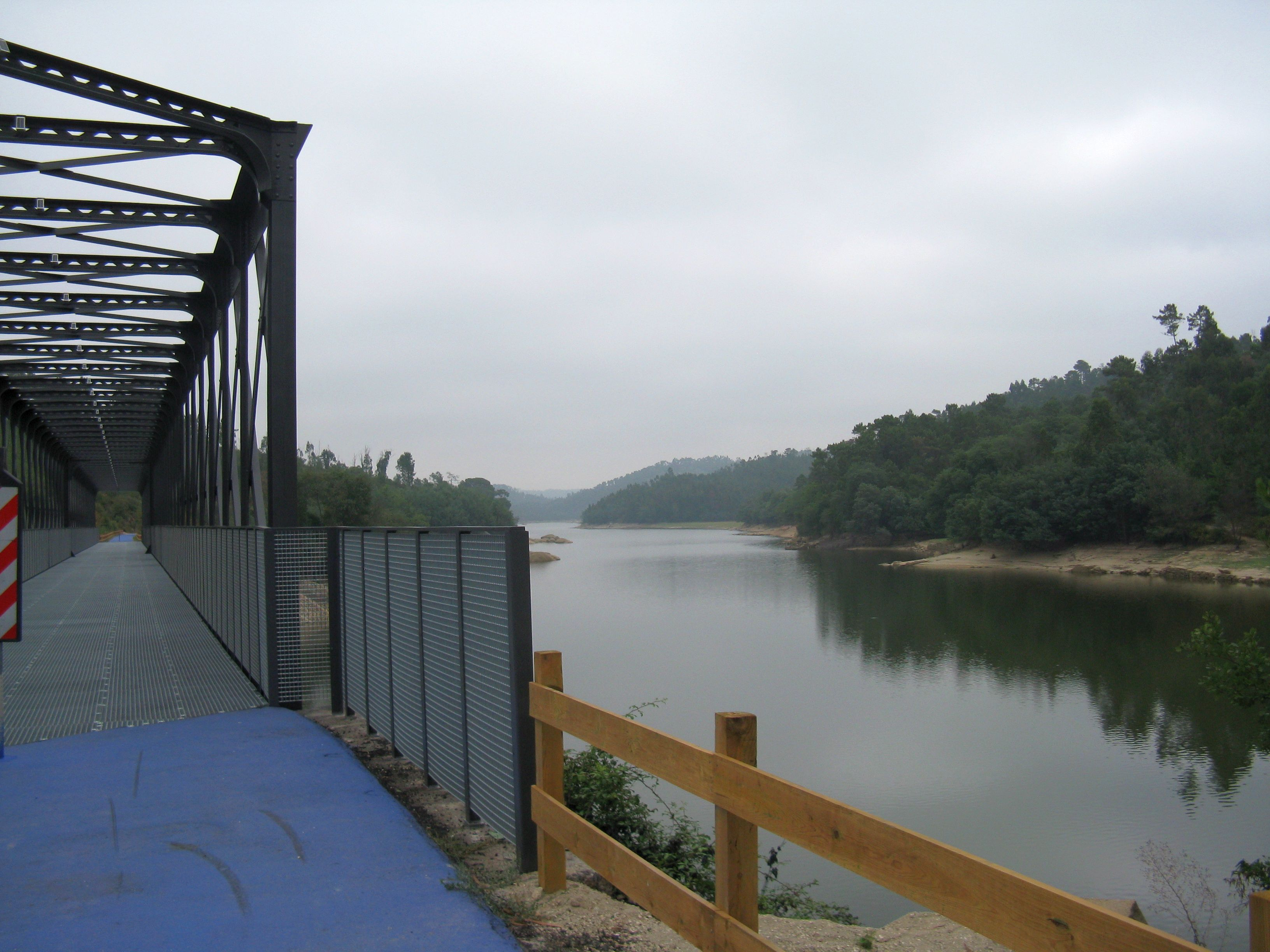
Oude spoorbrug bij Granjal
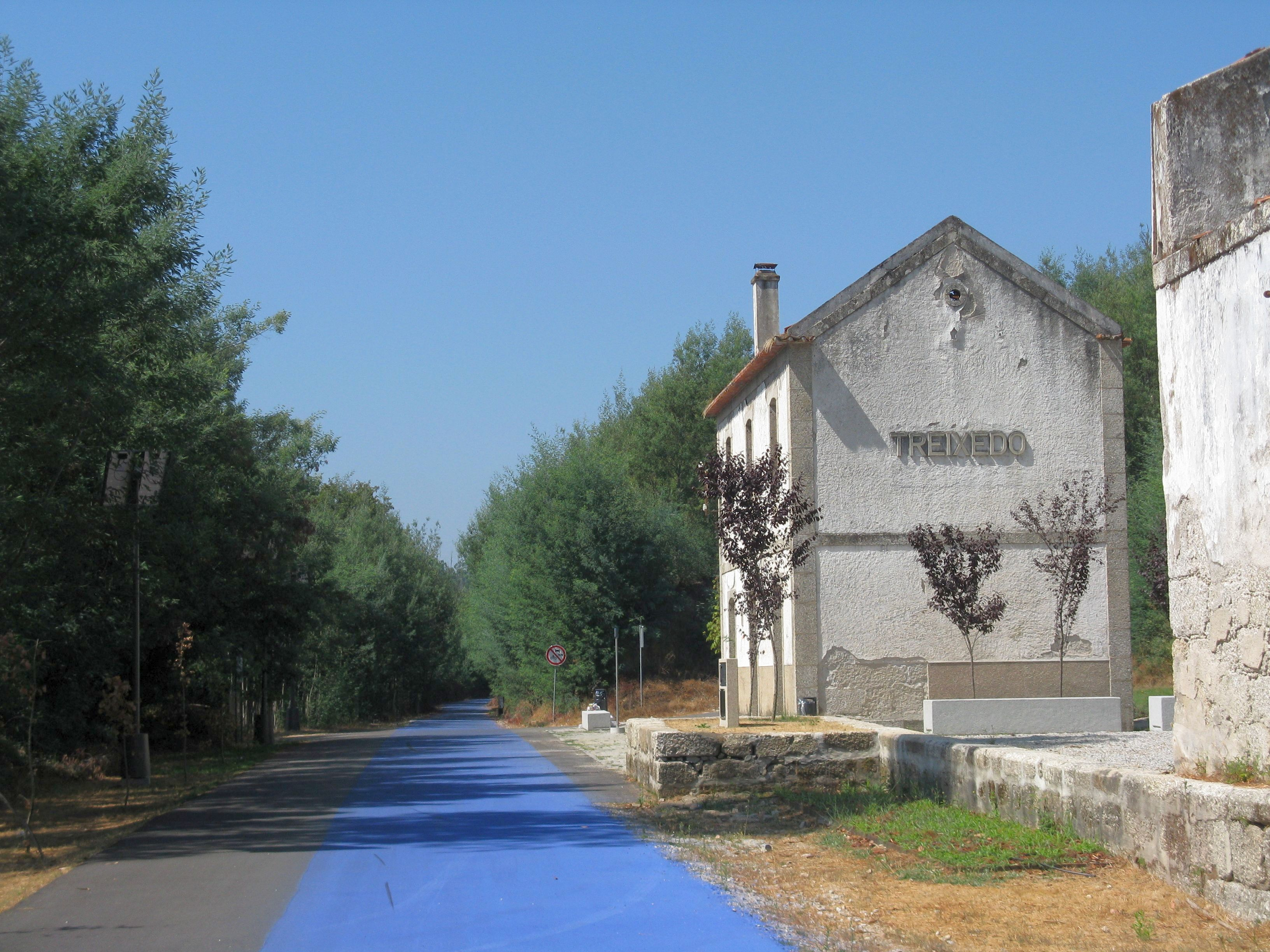
Vroegere treinstation van Treixedo
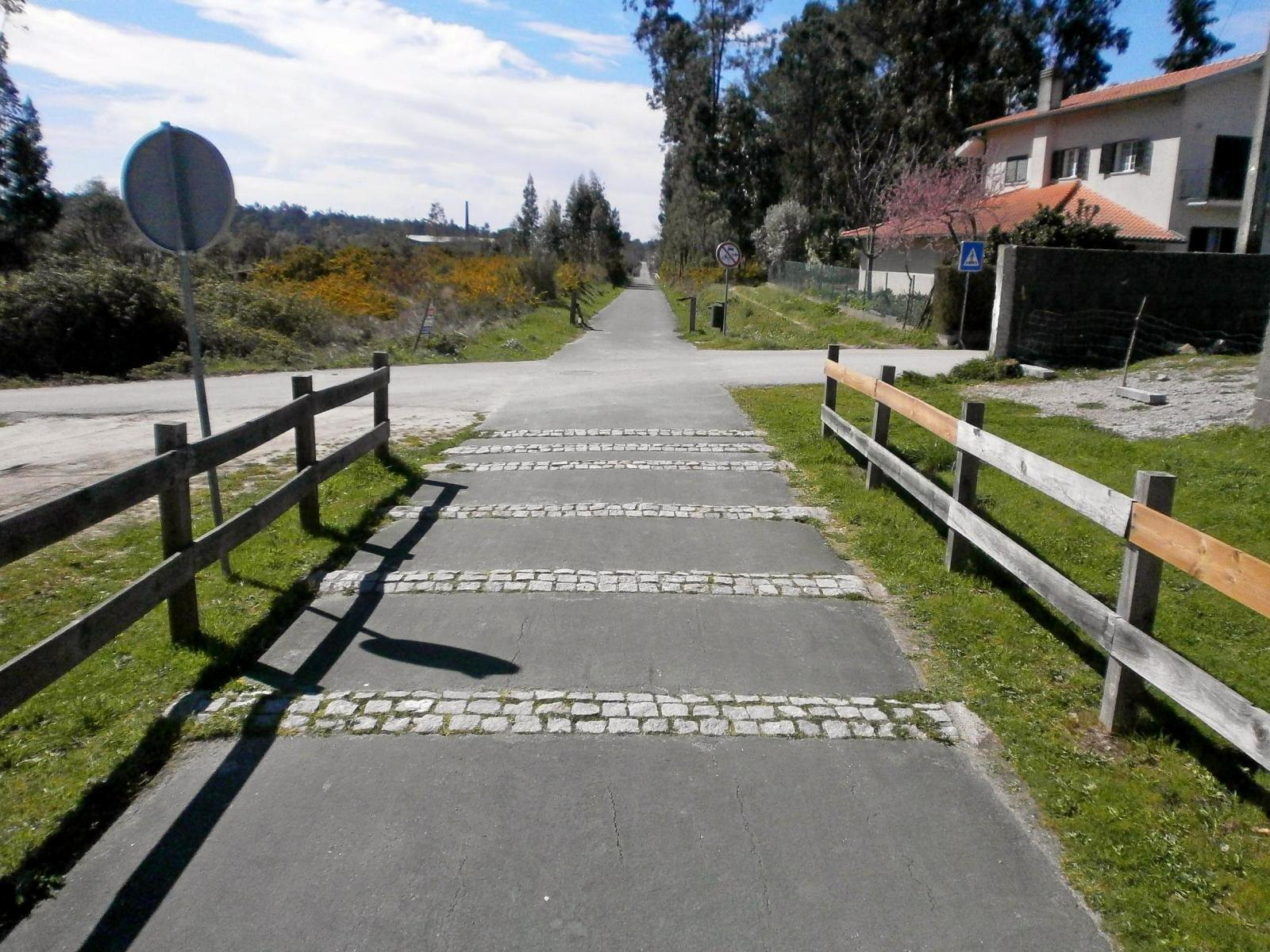
De Ecopista kruist een openbare weg.
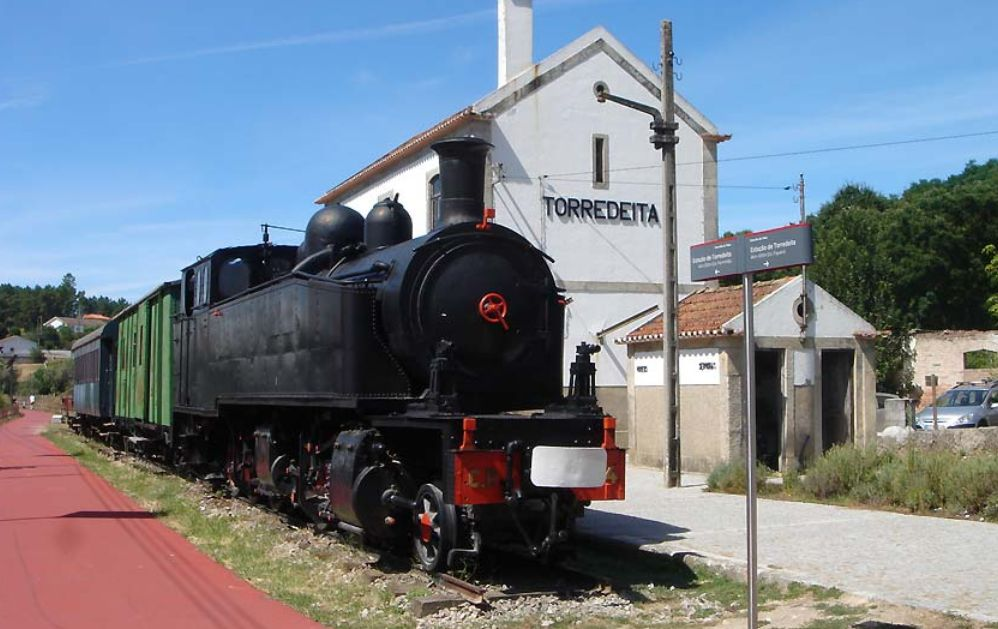
Voormalig treinstation Torredeita
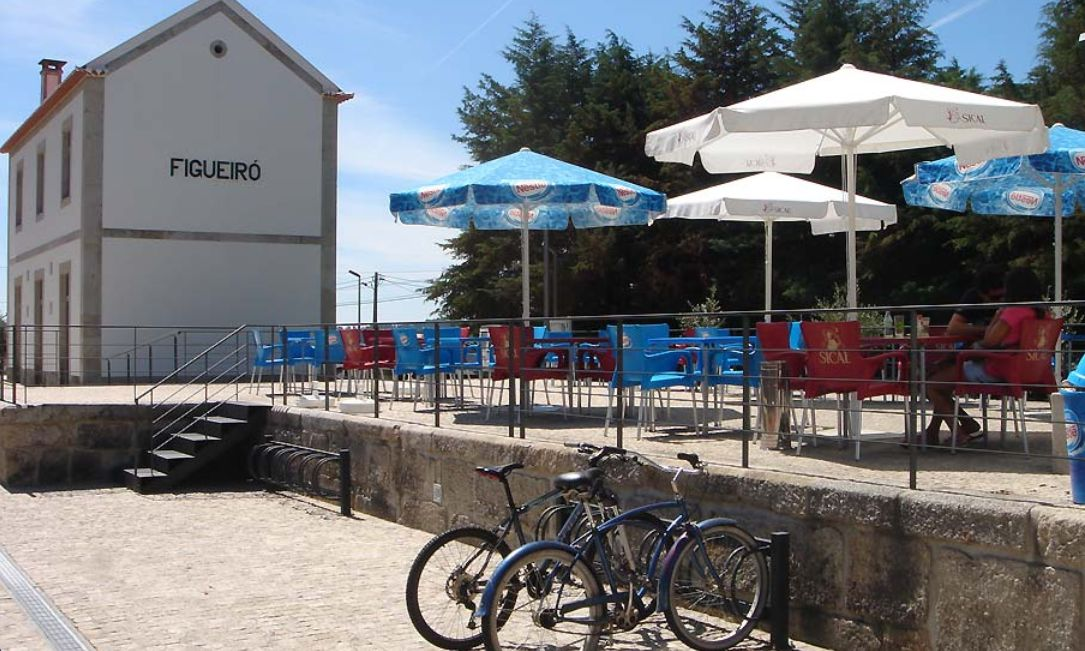
Figueiró restaurant

Op de Portugese website ciclovia.pt/ zijn nog meer foto's te zien van de Ecopista.